# 谷镜汧
谷镜汧，1896年—1968年，中国著名病理学家，中国现代病理学奠基人之一。浙江余姚梁辉乡杨潭村人。与胡正祥、侯宝璋、梁伯强、林振纲等同为中国近代最早的一批病理学家。

## 简历
曾就读苏州垦植学校。
1917年，毕业于青岛德语专科学校。
1922年，毕业于同济医科（今华中科技大学同济医学院）。
毕业后，获同乡银行家宋汉章资助，赴德国留学。
先后就读于德国海德堡大学、柏林大学。
1925年，获德国柏林大学医学博士学位。
1926年，回国，任北京协和医学院病理科助教。
1928年，筹建创办第四中山大学医学院（是中国人自己创办的第一所高等医科学校），后学校改名作上海医学院，亲自任病理学讲师、教授、教务长。曾代理上海医学院院长。
1931年-1932年7月，于美国西余大学病理科进修（罗氏基金资助）。
抗日战争时时期，转移至大后方，在四川、重庆继续执教。
解放后，历任上海第一医学院病理解剖教研室主任，中华医学会上海分会理事，中华全国病理学会上海分会主任委员，《中华病理学杂志》副总编辑，中国医学科学院寄生虫病研究所特约研究员，复旦大学教授等职务。谷镜汧亦是《辞海》主要编写人之一。
曾参与筹建浙江余姚的阳明医院。
1968年7月19日，病逝于上海。

## 著作
- 《血吸虫病学》
- 《病理学总论》
- 《病理解剖学总论》
- 《病理解剖各论》
- 《病理学总论、各论》
- 《病理技术检验》
- 《原发性肝癌107例（尸检）病理学上的探讨》。